# Krisenchat
krisenchat ist ein psychosoziales Beratungsangebot per Chat. Kinder, Jugendliche und junge Erwachsene bis 25 Jahre können sich rund um die Uhr, 7 Tage die Woche, an krisenchat wenden und über die Website, per SMS oder WhatsApp Kontakt zu professionellen Beratern aufnehmen. Der Chatdienst von krisenchat ist für die Benutzer kostenlos und wird ausschließlich durch Spenden finanziert und durch Sponsoren ermöglicht.
Die digitale Beratung erfolgt in Echtzeit, ist vertraulich und funktioniert ohne Registrierung.
krisenchat bietet mit diesem niedrigschwelligen Beratungsangebot eine Krisenintervention zur Prävention an. In akuten Krisen dient die Plattform als verlässliche und vertrauliche Anlaufstelle. Am häufigsten melden sich Teenager zwischen 12 und 16 Jahren.

## Geschichte
Im Mai 2020 gegründet, ist krisenchat innerhalb weniger Monate zum meistgenutzten psychosozialen Online-Beratungsangebot für Kinder, Jugendliche und junge Erwachsene in Deutschland geworden: Mit über 40.000 Beratungen pro Jahr berät krisenchat knapp 4× mehr als vergleichbare Angebote. Über 350 Krisenberatern sind jeden Monat aktiv und werden von inzwischen über 90 Angestellten begleitet.

### krisenchat Ukrainian
Seit März 2022 bietet krisenchat auch psychosoziale Beratung via WhatsApp und SMS für Ukrainer an, die psychologische Unterstützung und Begleitung benötigen. Die Beratung findet hier auf Ukrainisch und Russisch statt. Bis August 2023 wurden bei krisenchat Ukrainian mehr als 10.000 Beratungen durchgeführt.

## Beratung
Um die Beratungsqualität zu sichern, werden von den überwiegend ehrenamtlichen Beratern ein psychologischer, psychotherapeutischer oder sozialpädagogischer Hintergrund sowie Beratungserfahrung vorausgesetzt.
Die ehrenamtlichen Berater durchlaufen anfangs ein Schulungs- und Mentoringprogramm, um auf Krisensituationen im Chat und die Beratung vorbereitet zu sein. Alle Berater arbeiten in ihren Diensten in Peer Groups.
krisenchat bietet eine psychosoziale Ersthilfe für Kinder, Jugendliche und junge Erwachsene. Dabei sollen vor allem auch diejenigen erreicht werden, die bisher keine Hilfe in Anspruch genommen haben. Das Angebot dient der psychosozialen Kurzintervention und kann keine langfristige Beratung oder Therapie ersetzen.

## Beratungsthemen
Für spezielle und schwierige Themen wie der Kindeswohlgefährdung oder Chatter in Situationen akuter Lebensgefahr (z. B. durch Suizidalität) steht den Beratern eine speziell qualifizierte Rufbereitschaft unterstützend zur Seite.

## Psychoedukation
krisenchat ist auf verschiedenen Plattformen, wie z. B. Instagram, TikTok oder YouTube aktiv und bietet einen stetig wachsenden Blog (Ratgeber) auf der eigenen Website. Alle Interviews, Artikel, Videos und andere Beiträge dienen der Information über psychische Krankheiten, klären über mögliche Krisen und deren Auslöser auf und zeigen den Weg zu krisenchat auf, wo Hilfe in Anspruch genommen werden kann.

## Organisation
krisenchat ist eine gemeinnützige GmbH (gGmbH) mit Sitz in Berlin, die von den exclamo-Gründern Kai Lanz, Jan Wilhelm und Julius de Gruyter, sowie den Unternehmern Hans Raffauf und Iris Lanz am 2. Mai 2020 gegründet wurde.
Die Plattform konnte nach drei Wochen Entwicklungszeit online gestellt werden. Der Anlass für die Gründung war, dass von 2009 bis 2019 die Inanspruchnahme von Psychotherapien in der Altersgruppe bis 24 um 66 % zugenommen hat.

## Auszeichnungen
- 2020: Gründerstipendium Gesund zusammen[17]
- 2021: Preis der zivilgesellschaftlichen Solidarität, vergeben vom Europäischen Wirtschafts- und Sozialausschuss[18]
- 2021: Kultur- und Kreativpilot*innen der Bundesregierung[19]

## Belege
1. ↑  @NatGeoDeutschland: Geniale Idee: ein digitaler Kummerkasten. 28. Juli 2020, abgerufen am 4. September 2021.
2. ↑  Krisenchat.de: Ein zweischneidiges Schwert während der Corona-Krise? 7. Dezember 2020, abgerufen am 4. September 2021 (deutsch).
3. ↑  5 Dezember 2020 von Luise Rau Kategorien: Gesundheit: Krisenchat über WhatsApp: Psychologische Beratung für Jugendliche. 5. Dezember 2020, abgerufen am 4. September 2021 (deutsch).
4. ↑  Hilfe für Jugendliche in der Corona-Krise – Die ganze Doku. Abgerufen am 4. September 2021.
5. ↑  „Wir wollen so bekannt werden wie die 110“. 19. November 2020, abgerufen am 4. September 2021.
6. ↑  Hilfe für Jugendliche in der Corona-Krise – Die ganze Doku. Abgerufen am 4. September 2021.
7. 1 2  Jahresbericht krisenchat 2022. Abgerufen am 4. August 2023.
8. ↑  Kai Lanz: „Wir haben 400 Psychologen rekrutiert“. Abgerufen am 19. März 2022.
9. ↑  Website krisenchat Ukrainian. Abgerufen am 4. August 2023.
10. ↑  Website krisenchat. Abgerufen am 4. August 2023.
11. ↑  Krisenchat.de: Ein zweischneidiges Schwert während der Corona-Krise? 7. Dezember 2020, abgerufen am 4. September 2021 (deutsch).
12. ↑  Julia Anton: Jugendliche in der Krise: „Viele haben Angst, den Anschluss zu verlieren“. In: FAZ.NET. ISSN 0174-4909 (faz.net [abgerufen am 4. September 2021]).
13. ↑  Gesundheitsstadt Berlin: „Nimm einen Eiswürfel in die Hand“: Krisenchat von Kai Lanz erreicht Jugendliche in extremen Situationen. Abgerufen am 4. September 2021.
14. ↑  Krisenchat: Virtuelle Anlaufstelle für Jugendliche in Not. Abgerufen am 4. September 2021.
15. ↑  Die Vergessenen. Abgerufen am 4. September 2021 (deutsch).
16. ↑  Thomas G. Grobe, Joachim Szecsenyi: BARMER Arztreport 2021 – Psychotherapie bei Kindern und Jugendlichen. In: barmer.de. bifg BARMER Institut für Gesundheitssystemforschung, abgerufen am 4. September 2021.
17. ↑  Hannah Schwär 28 Apr 2020: Gründer gegen das Virus: Erster Accelerator für Corona-Startups gestartet. 28. April 2020, abgerufen am 4. September 2021.
18. ↑  Krisenchat.de gewinnt den EWSA-Preis der zivilgesellschaftlichen Solidarität für Deutschland. 15. Februar 2021, abgerufen am 4. September 2021 (englisch).
19. ↑  krisenchat. Abgerufen am 25. September 2024 (deutsch).